# Jüdische Gemeinde Wiesenbronn
Die Jüdische Gemeinde Wiesenbronn war eine Israelitische Kultusgemeinde in der heutigen Gemeinde Wiesenbronn im unterfränkischen Landkreis Kitzingen. Die Gemeinde bestand vom 18. bis ins 20. Jahrhundert. Noch heute hat sich die ehemalige Synagoge im Dorf erhalten.

## Geschichte
Erstmals sind Juden in Wiesenbronn im 16. Jahrhundert nachgewiesen. Im Jahr 1548 bewohnten einige Personen jüdischen Glaubens das Dorf. Sie waren zwar vereinzelt als Eigentümer verschiedener Güter zu finden, allerdings ließen sie sich nicht dauerhaft hier nieder. Erst nach dem Dreißigjährigen Krieg kam es verstärkt zu Zuzug von Juden. Sie bezogen die leerstehenden und verfallenden Häuser in dem Ort. Alle Juden mussten ein sogenanntes Schutzgeld leisten.

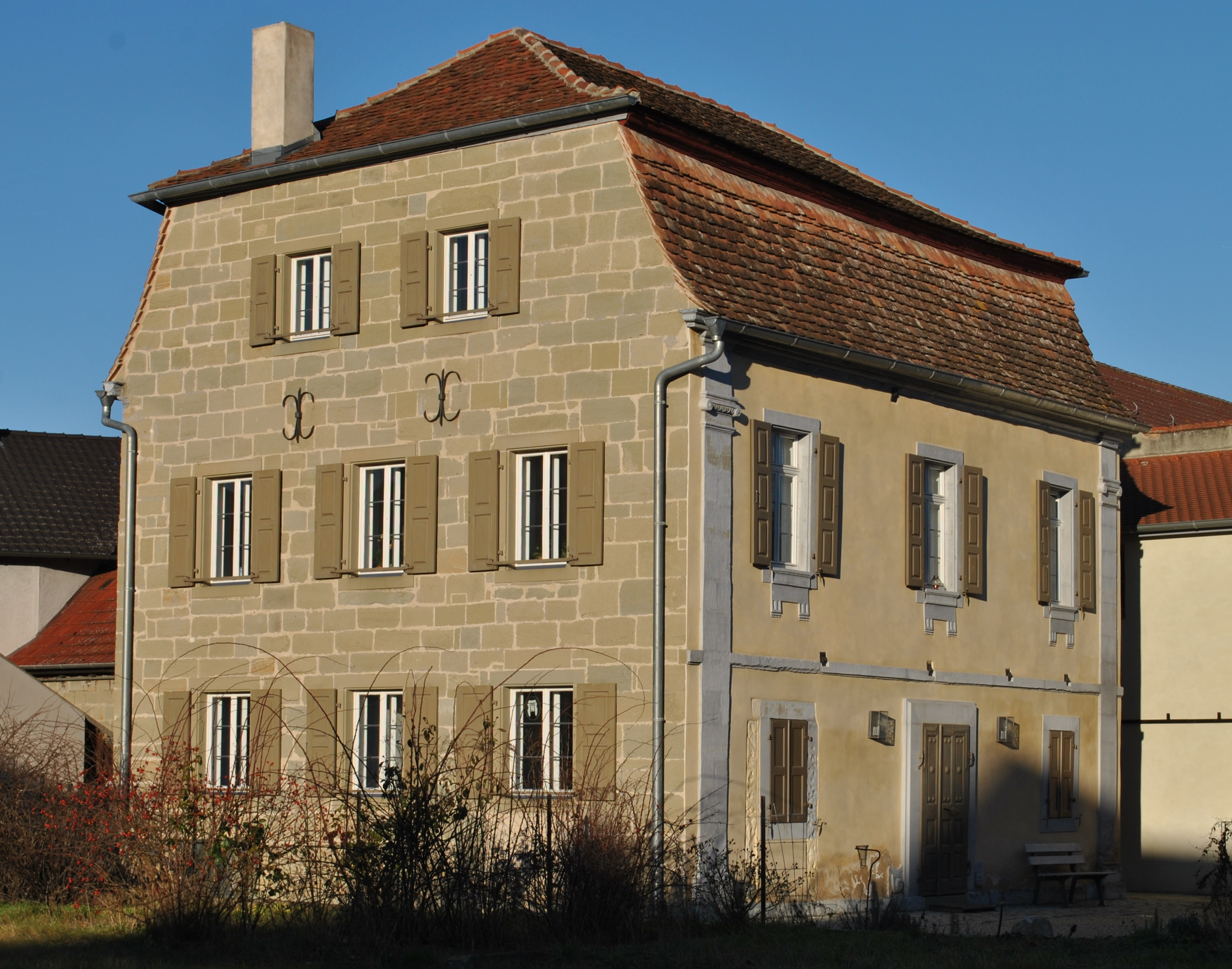
Die ehemalige Synagoge in Wiesenbronn

Mit Beginn des 18. Jahrhunderts wuchs die Gemeinde weiter an. Im Jahr 1714 sind bereits acht jüdische Familien im Ort nachgewiesen. Im Jahr 1782 wurde dem Juden Simon Levi zu Wiesenbronn ein Schutzbrief durch die Grafen von Castell ausgehändigt. Er musste 6 Gulden Schutzgeld entrichten. Im Jahr 1805 bezahlten acht Familien diesen regulären Betrag. Einer musste lediglich 3 Gulden und 45 Kreuzer entrichten, drei Familien nur 3 Gulden, zwei 1 Gulden und 15 Kreuzer. Zwei Familien waren befreit.
Mit der Etablierung der sogenannten Matrikelplätze zu Beginn des 19. Jahrhunderts legte die bayerische Regierung 1817 fest, dass fortan maximal 26 jüdische Familien im Ort leben sollten. Eine erste Aufzählung der Juden erwähnt auch deren Berufe: Viele von ihnen waren als Viehhändler tätig, andere arbeiteten als Schmuser. Ferner war ein Metzger jüdischen Glaubens ansässig, der rituell schlachtete. Als Lehrer wird Fälklein Nathan Wertheimer genannt.
Bereits 1792/1793 errichtete die Wiesenbronner Gemeinde ihre Synagoge neu. Das starke Anwachsen der jüdischen Bevölkerung hatte die Erweiterung notwendig gemacht. Die Toten aus Wiesenbronn wurden auf dem Friedhof in Rödelsee beigesetzt. Die religiösen Aufgaben der Gemeinde wurden von einem Lehrer gehandhabt, der nebenbei auch als Vorbeter und Schochet angestellt worden war. In Wiesenbronn wurde 1807 auch der spätere „Würzburger Rav“, Seligmann Bär Bamberger, geboren.
Mit der Gewährung der Freizügigkeit nahm nach 1871 die jüdische Bevölkerung im Dorf ständig ab. Bis zum Jahr 1907 hatte sich die Gemeinde um zwei Drittel verringert. In den 1920er Jahren konnte bereits kein regelmäßiger Gottesdienst gefeiert werden und man legte die Gemeinden Kleinlangheim, Großlangheim und Wiesenbronn zusammen. Im Jahr 1924 wurden nur noch drei Kinder in der jüdischen Schule unterrichtet.
Nach der Machtergreifung der Nationalsozialisten nahm der Exodus der jüdischen Gemeinde weiter zu. Bis zum Jahr 1937 zogen neun Gemeindemitglieder aus Wiesenbronn weg. Im Oktober 1938 erklärte der Verband der Bayerischen Israelitischen Gemeinden die Auflösung der Gemeinde in Wiesenbronn. Dennoch kam es im Zuge der Novemberpogrome 1938 zu Misshandlungen der verbliebenen Juden. Der letzte Gemeindevorsteher, Sali Heippert, wurde verhaftet und starb am 13. Dezember 1938 im KZ Dachau.
Nach Kriegsbeginn verschärfte sich die Situation der Juden weiter. Sechs Wiesenbronner Juden verließen bis 1940 den Ort, einem gelang es nach Palästina zu entkommen. Die verbliebenen drei jüdischen Frauen wurden deportiert. Eine verbrachte man am 20. März 1942 nach Kitzingen, von wo aus sie im September das Ghetto Theresienstadt erreichte. Die anderen beiden transportierte man zwischen März und Juni 1943 nach Auschwitz, wo sie ermordet wurden.

## Gemeindeentwicklung
Die Kultusgemeinde war ab dem Jahr 1839 dem bayerischen Distriktsrabbinat Kitzingen zugeordnet.
| Jahr | Mitglieder | Jahr | Mitglieder | Jahr | Mitglieder | Jahr | Mitglieder | Jahr | Mitglieder | Jahr | Mitglieder | Jahr | Mitglieder | Jahr | Mitglieder |
| ---- | ---------- | ---- | ---------- | ---- | ---------- | ---- | ---------- | ---- | ---------- | ---- | ---------- | ---- | ---------- | ---- | ---------- |
| 1817 | 123        | 1836 | 138        | 1851 | 138        | 1890 | 82         | 1907 | 44         | 1925 | 27         | 1939 | 9          | 1941 | 3          |

## Rabbiner
- Gerson Levi, auch G. Löw (* ca. 1765; † 15. April 1839 in Wiesenbronn) war um 1813 Rabbiner in Wiesenbronn. Er war einer der Lehrer von Seligmann Bär Bamberger. Seine Frau war Margum Salomon.[6]